# Jim Varela
Jim Morrison Varela Devotto (Montevideo, 16 ottobre 1994) è un calciatore uruguaiano, centrocampista del Salus.

## Caratteristiche tecniche
È un mediano.

## Carriera

### Club
Cresciuto nelle giovanili del Peñarol, ha esordito il 16 settembre 2012 in occasione del match vinto 2-0 contro il Bella Vista.

### Nazionale
Ha giocato nella nazionale uruguaiana Under-17.
Con la nazionale Under-20 uruguaiana ha disputato il campionato sudamericano 2013 ed il campionato mondiale 2013.

## Palmarès

### Competizioni nazionali
- Campionato uruguaiano: 1

Peñarol: 2012-2013